# Фаллетти, Сесар
Се́сар Алеха́ндро Фалле́тти дос Са́нтос (исп. César Alejandro итал. Falletti dos Santos; родился 2 декабря 1992 года, Артигас, Уругвай) — уругвайско-итальянский футболист, кто играет на позиции полузащитника за итальянский клуб «Бари», будучи арендованным у «Кремонезе».

## Карьера
Сесар Фаллетти является воспитанником «Серро». За клуб дебютировал в матче против футбольного клуба «Рентистас», где получил жёлтую карточку, забил гол и отдал голевой пас. Всего за клуб сыграл 39 матчей, где забил 5 мячей и отдал 7 голевых передач.
31 августа 2013 года перешёл в футбольный клуб «Тернана». За клуб дебютировал в матче против «Читтаделлы», где отдал голевой пас. В матче против «Латина» получил две жёлтые карточки и был удалён с поля. Свой первый гол забил в ворота «Новары». Всего за клуб сыграл 128 матчей, где забил 17 мячей и отдал 15 голевых передач.
1 июля 2017 года перешёл в «Спортиво Лукеньо», но через 19 дней был продан «Болонье» за 2,5 миллиона евро. 5 августа 2017 года у Фаллетти возникли проблемы с коленом, из-за чего он смог дебютировать за клуб лишь 25 октября в матче против «Лацио». 23 ноября у него возникли проблемы с бедром; из-за этого он пропустил 8 дней. Свой первый гол забил в ворота «Дженоа». Всего за клуб сыграл 13 матчей, где забил 1 гол.
13 августа 2018 года был отдан в аренду в «Палермо». За клуб дебютировал в матче против футбольного клуба «Салернитана». Свой первый гол забил в ворота «Карпи». В матче против этого же клуба на 11-й минуте забил гол, на 15-й отдал голевую передачу на Илию Несторовского, но ещё в первом тайме, на 42-й минуте, разорвал отводящую мышцу и был заменён на Луку Фьордилино. Всего за клуб сыграл 32 матча, где забил 4 мяча и отдал 5 голевых передач.
27 августа 2019 года был отдан в аренду в «Тихуану». За клуб дебютировал в матче против футбольного клуба «Крус Асуль». Всего за клуб сыграл 12 матча, где отдал 1 голевую передачу.
14 сентября 2020 года вернулся в футбольный клуб «Тернана» на правах аренды. За клуб дебютировал в матче против «Витербезе». Свой первый гол забил в ворота «Паганезе». В конце ноября ему дали отдых. В матче против «Турриса» оформил дубль. По итогам сезона выиграл Суперкубок Серии C и группу C в чемпионате, а также став её лучшим бомбардиром. 18 февраля 2022 года выбыл до конца сезона из-за операции. 3 сентября получил неизвестную травму и выбыл на 37 дней.
30 августа 2024 года Фаллетти ушел в годовую аренду в «Бари».

## Достижения
- Обладатель Суперкубка Серии C: 2021
- Чемпион группы C Серии C: 2020/21
- Лучший бомбардир группы C Серии C: 2020/21